# Engelbert von Kleve

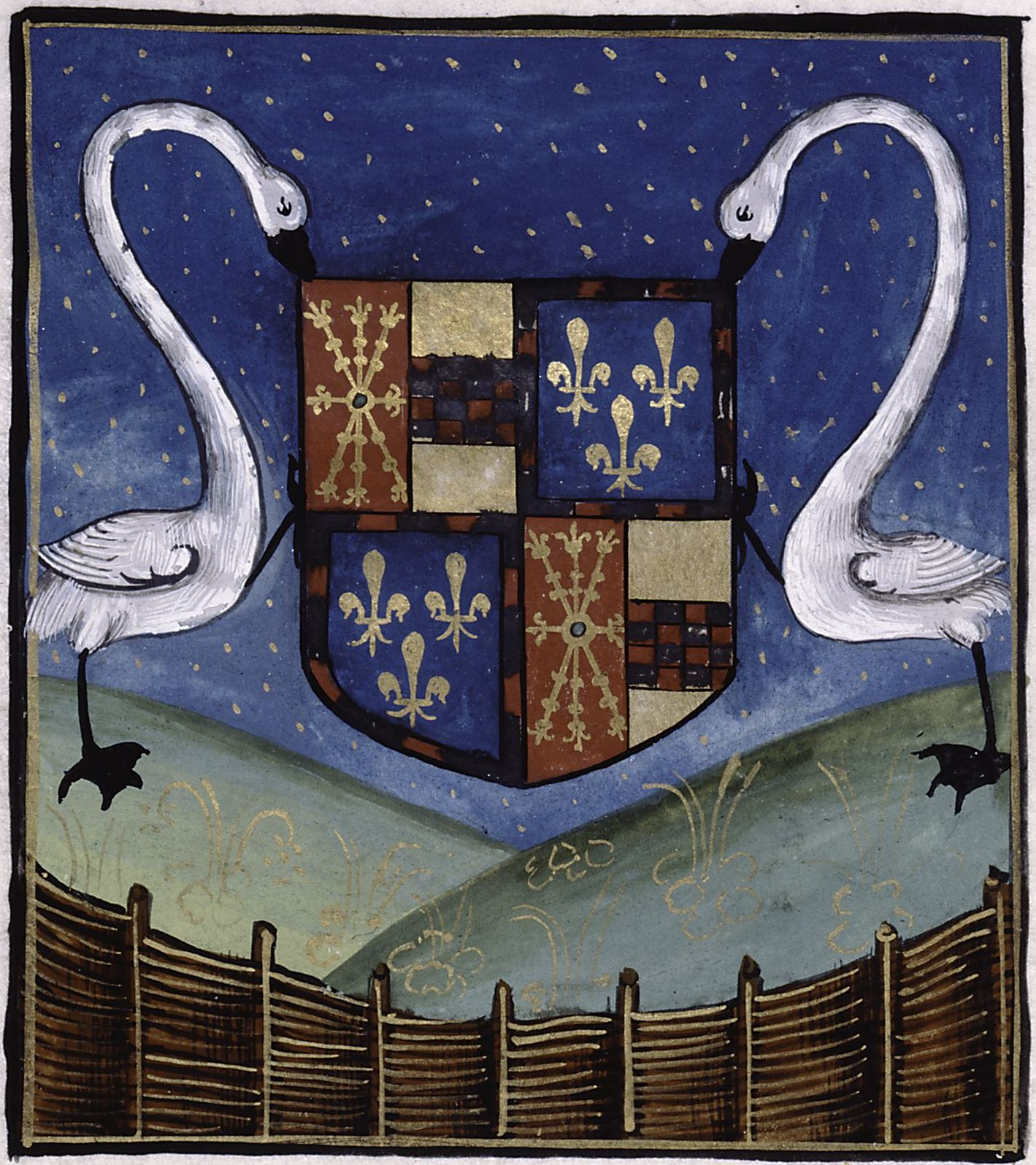
Wappen der Engelbert von Kleve, Graf von Nevers

Engelbert von Kleve (frz.: Engilbert de Clèves, * 26. September 1462; † 21. November 1506) war von 1491 bis zu seinem Tod Graf von Nevers, Étampes und Eu. Er war der dritte von fünf Söhnen des Herzogs Johann I. von Kleve und dessen Ehefrau Elisabeth von Burgund († 1483).
Väterlicherseits entstammte Engelbert dem deutschen Adelsgeschlecht derer von der Mark, mütterlicherseits dem Haus Valois-Burgund, das ein Seitenzweig des französischen Königshauses Valois war.

## Leben
Engelbert gehörte dem Hof König Karls VIII. von Frankreich an und wurde von diesem 1486 naturalisiert. Nach dem Tod seines Großvaters mütterlicherseits Graf Johann II. von Nevers-Rethel 1491 erbte Engelbert von diesem die Grafschaften Nevers, Étampes und Eu, während sein älterer Bruder Johann das väterliche Erbe in Kleve antreten sollte. Engelbert führte anschließend einen jahrelangen Erbstreit mit seiner Tante Charlotte von Burgund-Nevers und deren Tochter Marie d’Albret um die Grafschaft Rethel, der 1504 mittels einer Hochzeit zwischen Marie und Engelberts Sohn Charles beigelegt wurde.
Engelbert nahm am italienischen Feldzug Karls VIII. teil, der das Königreich Neapel zu erobern versuchte, und kämpfte am 6. Juli 1495 in der Schlacht bei Fornovo, wo er die eidgenössischen Landsknechte anführte. Auch für König Ludwig XII., seinen Cousin ersten Grades, kämpfte Engelbert in Italien, wo er bei der Einnahme Mailands 1499 erneut die Eidgenossen kommandierte. Anschließend war er als Gesandter Frankreichs in Kastilien tätig. 1505 wurde ihm die Würde eines französischen Pairs verliehen.
Engelbert starb am 21. November 1506 und wurde in der Kirche der Cordeliers in Nevers bestattet.

## Ehe und Nachkommen
Engelbert heiratete am 23. Februar 1489 auf königlichen Wunsch Charlotte de Bourbon, eine Tochter des Grafen von Vendôme, Jean VIII. de Bourbon. Nach dem Tod Engelberts trat sie in die Abtei von Fontevrault ein, wo sie am 14. Dezember 1520 starb.
Das Paar hatte sieben Kinder, von denen drei das Erwachsenenalter erreichten:
- Charles († 27. August 1521 im Louvre), Graf von Nevers und Eu
- Louis († 1545), genannt Graf von Auxerre ⚭ Catherine d’Amboise
- François († 1545), Prior von Saint-Éloi in Paris